# Lancia gyges
Lancia gyges là một loài bướm đêm trong họ Crambidae.